# 182P/LONEOS
Комета LONEOS 6 (182P/LONEOS) — небольшая короткопериодическая комета семейства Юпитера, обнаруженная 17 ноября 2001 года в рамках проекта по поиску околоземных объектов LONEOS и, первоначально, принятая за астероид, получивший временное обозначение 2001 WF2. Кометная природа объекта была установлена лишь несколько месяцев спустя, вскоре после прохождения кометой перигелия. Изучая полученные 13 февраля снимки, американский астрономом Тимоти Спаром обнаружил на них позади кометы небольшой хвост длиной в 45 " угловых секунд. Комета обладает коротким периодом обращения вокруг Солнца — чуть более 5,0 лет.

Орбита кометы LONEOS 6 и её положение в Солнечной системе

Наблюдения за кометой продолжались с 17 ноября 2001 года по 14 мая 2002 года, за это время максимальная яркость кометы достигала значения 17,7 m. Эти данные позволили рассчитать орбиту кометы достаточно точно, чтобы 18 ноября 2006 года, за несколько месяцев до перигелия, американский астрономом Эрик Кристенсен смог восстановить комету с магнитудой 19,6 m.

## Сближения с планетами
Расположение орбиты этой кометы относительно планет несколько отличается от расположения орбит других комет семейства Юпитера. Если все остальные кометы сближаются в основном именно с Юпитером, то комета LONEOS 6 сближается в основном с Землёй. Причём распределение этих сближений во времени крайне неравномерно. Если после сближения 1901 года следует длительный перерыв почти в 80 лет, то затем, начиная 1981 года, комета подходит к Земле целых 6 раз подряд при каждом своём возвращении к Солнцу. Всего в течение XX и XXI веков ожидается десять тесных сближений кометы с нашей планетой:
- 0,27 а. е. от Земли 14 января 1901 года;
- 0,38 а. е. от Земли 3 декабря 1981 года;
- 0,12 а. е. от Земли 18 декабря 1986 года;
- 0,13 а. е. от Земли 26 декабря 1991 года;
- 0,16 а. е. от Земли 31 декабря 1996 года;
- 0,21 а. е. от Земли 9 января 2002 года;
- 0,30 а. е. от Земли 11 февраля 2007 года;
- 0,32 а. е. от Земли 7 декабря 2057 года;
- 0,37 а. е. от Земли 14 марта 2063 года;
- 0,19 а. е. от Земли 2 января 2099 года.